# Брукс, Голден
Голден Брукс (англ. Golden Brooks, род. 1 декабря 1970) — американская актриса, известная по своей роли в ситкоме «Подруги» (2000—2008).

## Жизнь и карьера
Голден Брукс родилась в Сан-Франциско, Калифорния и закончила Калифорнийский университет в Беркли, а также получила степень магистра в колледже Сары Лоуренс. Она начала свою карьеру в начале девяностых годов с ролей на телевидении и в кино, а также выступала на сцене в таких постановках как «Для цветных девочек, которые подумали о самоубийстве, когда взошла радуга» и «Ромео и Джульетта».
Голден Брукс наиболее известна по своей роли Майи Уилкс в длительном комедийном сериале UPN/The CW «Подруги», в котором она снималась с 2000 по 2008 год, на протяжении всего периода трансляции шоу. В перерывах между съемками в сериале она появилась в фильмах «Пришелец», «Мотивы», «Салон красоты» и «Что-то новенькое», а после была гостем в сериалах «C.S.I.: Место преступления Майами» и «Бывшие».
В 2012 году Брукс присоединилась к актёрскому составу второго сезона сериала The CW «Зои Харт из южного штата» в роли Руби Джеффрис, кандидата на пост мэра города. В 2014 году она начала сниматься в реалити-шоу TV One Hollywood Divas, в центре сюжета которого находятся пять темнокожих актрис, лучшие карьерные дни для которых уже давно позади.